# Eduard Pilsak von Wellenau
Eduard Pilsak, ab 1825 Pilsak Edler von Wellenau und Pilsak von Wellenau (* 18. Juli 1823 in Wien, Österreich; † 8. März 1907 ebenda) war ein österreichischer k.u.k. Feldmarschallleutnant.

## Leben
Er entstammte einer Familie slawischen Ursprungs mit erster urkundlicher Erwähnung im Jahr 1657 in Leitmeritz (siehe hierzu: Pilsak) und war der Sohn des späteren k.k. Generalmajors Wenzel Pilsak, der 1825 mit seinen Nachkommen in den österreichischen Adelsstand mit dem Prädikat Edler von Wellenau erhoben worden war. Mit Eduards Tod im Jahr 1907 starb diese Adelsfamilie allerdings schon in zweiter Generation im Mannesstamm aus.
Eduard begann ebenso wie sein Vater Wenzel seine militärische Laufbahn auf der K.u.K. Technische. Militärakademie zu Wien und war Offizier im Bombardier-Korps. Im Sommer 1866 wurde er zum Oberstleutnant im Artillerie-Regiment Nr. 10 befördert. Später war er Artillerie-Direktor beim Generalkommando in Brünn.
Am 24. Oktober 1875 wurde er mit Wirkung vom 1. November 1875 zum Generalmajor befördert und am 1. März 1879 im Rang eines Feldmarschallleutnants pensioniert.
Mit 83 Jahren nahm er sich, wie es hieß, „aus Lebensüberdruß“, das Leben. Dennoch wurde er mit militärischen Ehren auf dem Hietzinger Friedhof beigesetzt.

## Orden und Ehrenzeichen
- Militärverdienstkreuz (Österreich)